# سین‌سیتیوتروفوبلاست
سین‌سیتیوتروفوبلاست (انگلیسی: Syncytiotrophoblast) پوشش اپیتلیال پرزهای جفت پُرعروق رویان است که به دیواره رحم نفوذ می‌کند تا جریان مواد مغذی را بین جنین و مادر برقرار کند. سین‌سیتیوتروفوبلاست، یک سین‌سیتیوم چند هسته‌ای و با تمایز زیاد است که تا ۱۳ سانتی‌متر رشد می‌یابد.

## عملکرد

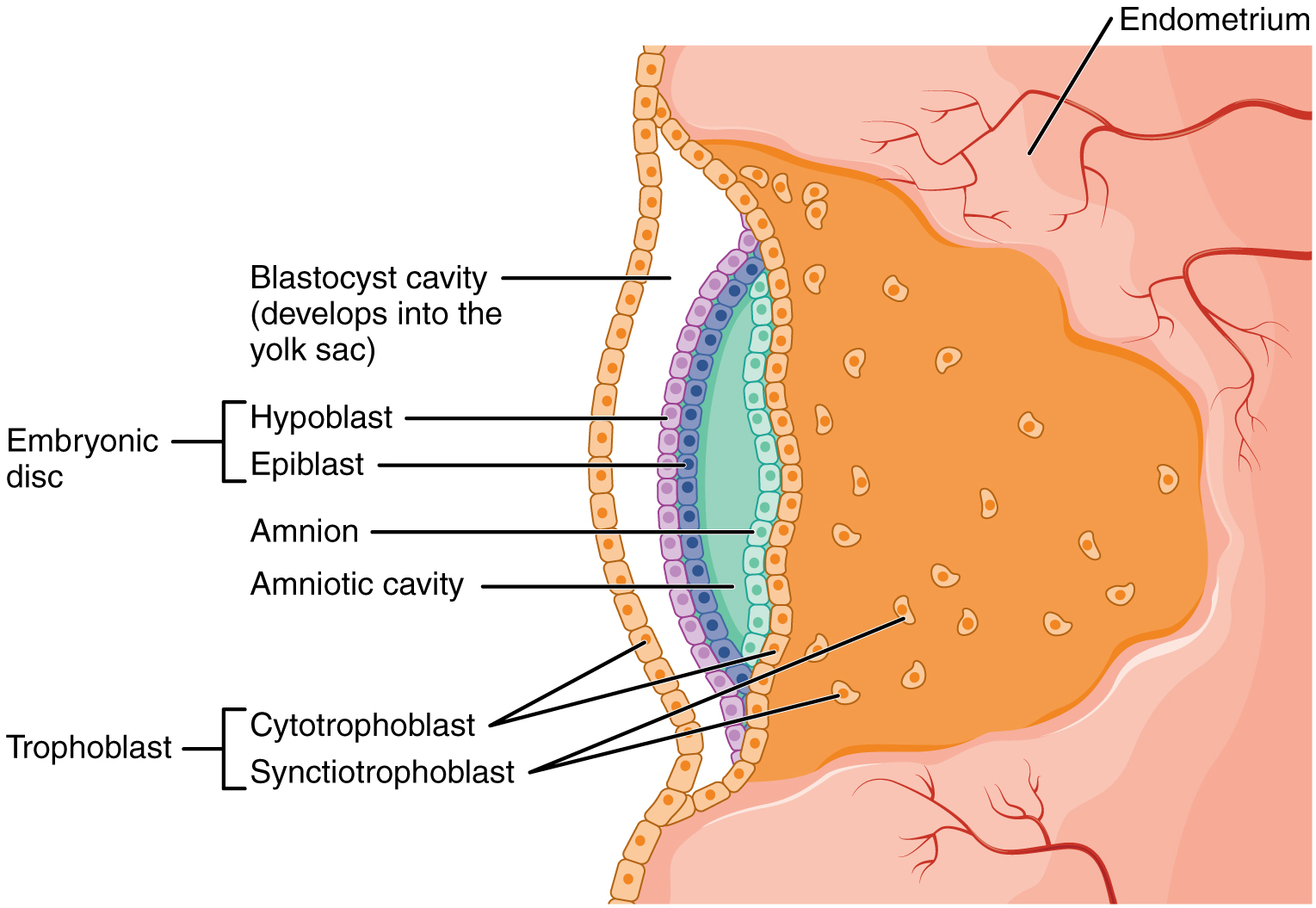
تصویری که نشان می‌دهد تروفوبلاست در حین کاشت به دو لایه سیتوتروفوبلاست و سین‌سیتیوتروفوبلاست تمایز یافته‌است.

سین‌سیتیوتروفوبلاست در واقع لایه بیرونی تروفوبلاست‌ها است و در حین لانه‌گزینی به‌طور فعال به دیواره رحم نفوذ می‌کند، مویرگ‌های مادر را پاره می‌کند و بنابراین یک رابط بین خون مادر و مایع خارج سلولی جنین ایجاد می‌کند و تبادل غیرفعال مواد بین مادر و جنین را تسهیل می‌کند.
خاصیت سین‌سیشیال مهم است زیرا دستگاه ایمنی بدن مادر شامل گلبول‌های سفیدی است که می‌توانند با «فشرده شدن» بین سلول‌ها، به بافت‌ها مهاجرت کنند. اگر قرار بود آنها به سمت جنینی جفت برسند، بدن مادر بسیاری از پروتئین‌های خارجی [جنین را] شناسایی می‌کرد و باعث آغاز یک واکنش ایمنی می‌شد. با این حال، سین‌سیتیوم همچون یک سلول واحد غول‌پیکر عمل می‌کند، بنابراین هیچ شکافی برای مهاجرت سلول‌های ایمنی مادر وجود ندارد.
یکی از راه‌های انجام این کار با سرکوب بیان ژن‌های مرتبط با ایمنی HLA-A و HLA-B است که توسط تمام سلول‌های هسته‌دار بیان می‌شوند. توسط تمامی سلول‌های هسته‌دار بیان می‌شوند. این ژن‌ها به‌طور معمول لیگاند مجموعه سازگاری بافتی اصلی کلاس یک را بیان می‌کنند که به عنوان یک مکانیسم اتصال اصلی برای لنفوسیت‌های تی عمل می‌کند. با کاهش ترجمه این محصولات ژنی، سین‌سیتیوتروفوبلاست احتمال تهاجم سیستم ایمنی مادر به جنین را با واسطه لنفوسیت‌های تی را کاهش می‌دهد.
سین‌سیتیوتروفوبلاست علاوه بر گنادوتروپین جفتی انسان (hCG) و لاکتوژن جفتی انسان (HPL)، پروژسترون و لپتین هم ترشح می‌کند. گنادوتروپین جفتی انسان از دژنراسیون (از بین رفتنِ) جسم زرد جلوگیری می‌کند. پروژسترون برای حفظ یکپارچگی پوشش داخلی رحم لازم است و ترشح این هورمون تا زمان بلوغ کافی سین‌سیتیوتروفوبلاست بریا ترشح آن و کمک به حفظ بارداری (در ماه چهارم رشد جنینی)، توسط جسم زرد انجام می‌شود.

## تشکیل
سین‌سیتیوتروفوبلاست فاقد ظرفیت تکثیر است و در عوض با ادغام سلول‌های سیتوتروفوبلاست زیرین برقرار می‌ماند. این همجوشی با واسطهٔ سین‌سیتین-۱ - پروتئینی که از یک رتروویروس درون‌زاد به ژنوم پستانداران اضافه شد - صورت می‌پذیرد.

## نگارخانه

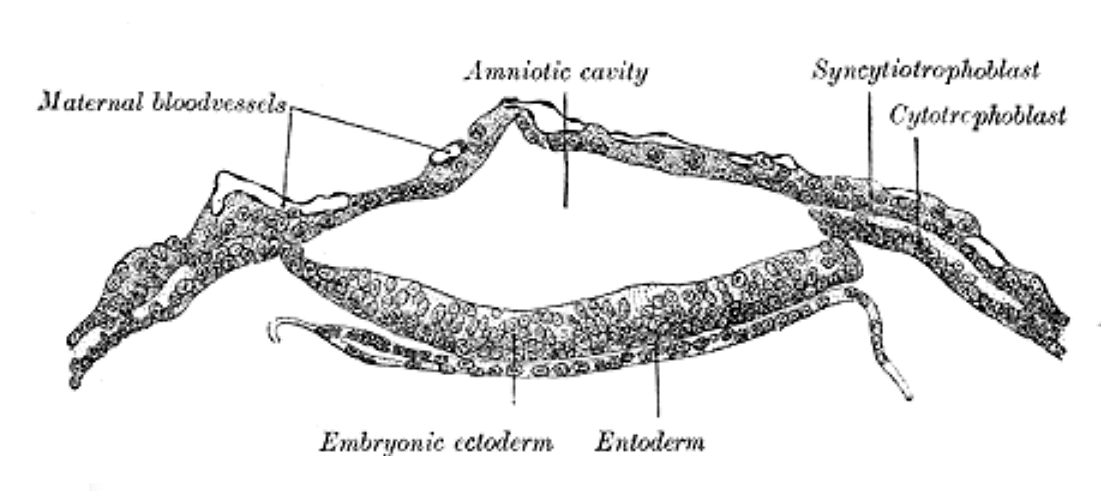
برش از ناحیه جنینی Vespertilio murinus برای نشان دادن تشکیل حفره آمنیوتیک.
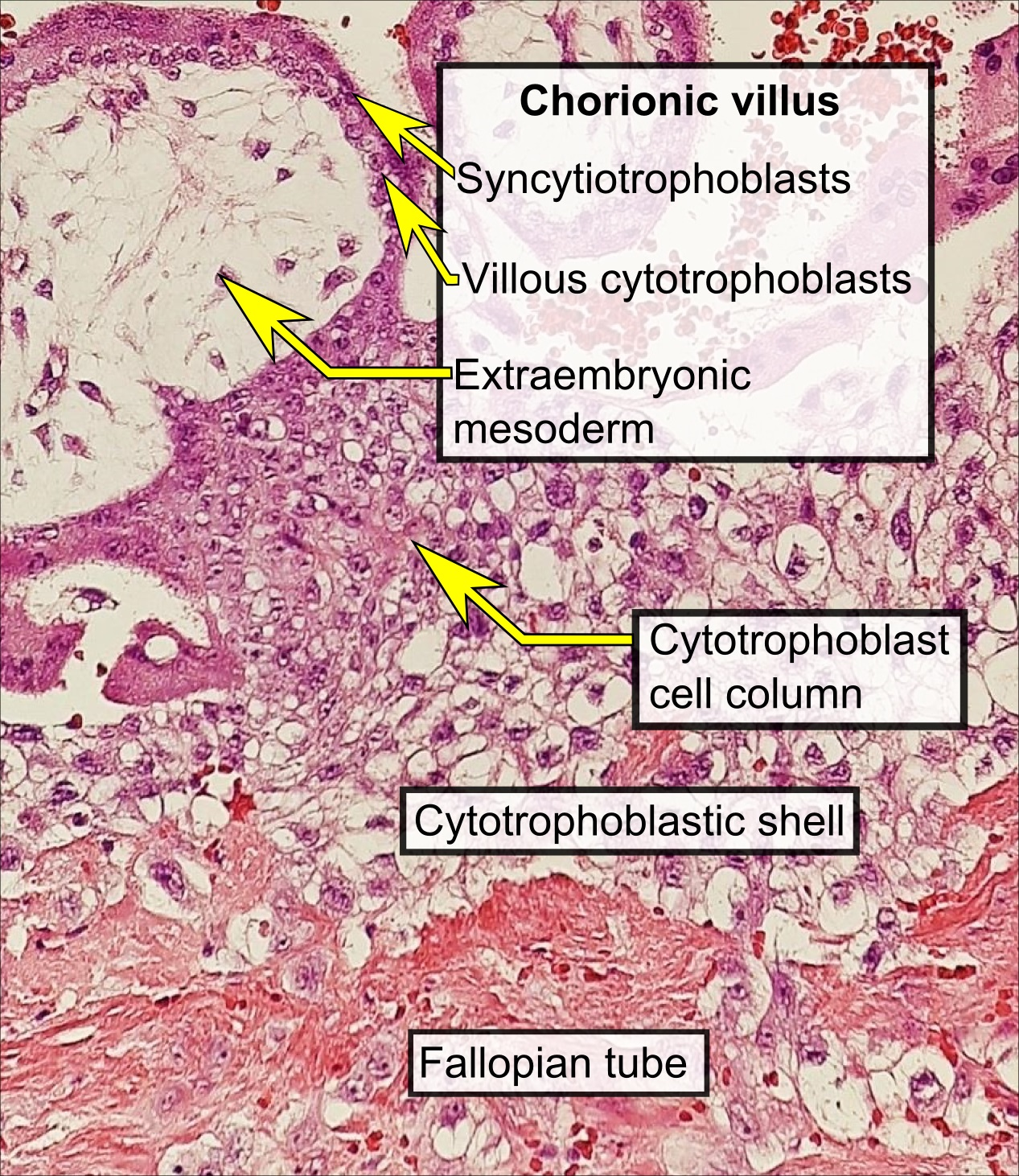
هیستوپاتولوژی پرزهای کوریونی در یک بارداری خارج‌رحمی